# Mako Komuro
Mako Komuro (jap. 小室 真子 Komuro Mako; ur. 23 października 1991, w szpitalu Agencji Dworu Cesarskiego na terenie cesarskiego kompleksu pałacowego w Tokio), uprzednio: Jej Cesarska Wysokość Księżniczka Mako (秋篠宮眞子内親王,  Akishino no Miya Mako Naishinnō) – najstarsza córka księcia Akishino i jego żony, księżnej Kiko, wnuczka emerytowanego cesarza Akihito i emerytowanej cesarzowej Michiko.
Ma młodszą siostrę – księżniczkę Kako i młodszego brata – księcia Hisahito.
Wychodząc 26 października 2021 za mąż za Kei Komuro – prawnika i osobę niezwiązaną z dworem cesarskim – Mako opuściła rodzinę cesarską i utraciła tytuł, przyjmując nazwisko męża.

## Życiorys
Księżniczka urodziła się 23 października 1991 r. w szpitalu Agencji Dworu Cesarskiego (Kunai-chō), który znajduje się na terenie kompleksu pałacowego w tokijskiej dzielnicy Chiyoda. Kilka dni później 29 października ojciec nadał jej imię Mako (jap. 眞子) i dodał: „Krocz przez życie naturalnie, nie przyozdabiając się i nie tracąc swego naturalnego piękna”.

### Edukacja
Już we wczesnym dzieciństwie była częstym gościem programów telewizyjnych. Interesuje się między innymi sztukami pięknymi, paleografią i budownictwem. Szczególnym zainteresowaniem księżniczki cieszy się malarstwo japońskie. Jednym z tematów jej pracy, na zakończenie szkoły podstawowej, była estetyka w dziełach sztuki znajdujących się w Shōsō-in, Tōshōdai-ji i w Pałacu Cesarskim w Kioto. Cieszy się ogromną popularnością w internecie. Jest fanką grup muzycznych zrzeszonych pod szyldem Johnny & Associates, co potwierdziła w rozmowie z dziennikarzami w programie telewizyjnym 26 września 2008.
W kwietniu 1998 roku rozpoczęła naukę (system szkolny: 6-3-3) w prywatnej szkole podstawowej Gakushūin (jap. 学習院) w Shinjuku. Kurs szkoły podstawowej ukończyła w marcu 2004 roku, a kurs gimnazjalny w 2007 roku, rozpoczynając naukę na poziomie najwyższym, licealnym.
W sierpniu 2006 roku przebywała dwa tygodnie w Austrii na wymianie uczniów pomiędzy szkołami. W latach 2014–2015 odbyła studia magisterskie w zakresie muzealnictwa na University of Leicester, przy czym jej pobyt na tej uczelni został podany do publicznej wiadomości dopiero pod koniec jej studiów, dzięki czemu przez rok mogła żyć w Wielkiej Brytanii relatywnie anonimowo.

### Obowiązki oficjalne
Od 2005 roku podróżowała wraz z rodzicami po Japonii. Podczas wyjazdu z ojcem w 2006 roku wzięła udział w obchodach święta Kawabiki (jap. 川曳き) w chramie Ise w prefekturze Mie.

### Małżeństwo
W maju 2017 roku ogłoszono, że księżniczka ma poślubić Kei Komuro, absolwenta International Christian University (ICU). Początkowo oczekiwano, że ślub odbędzie się w listopadzie 2018 r., ale został przełożony o trzy lata z powodu zaangażowania Kei Komuro i jego matki w spór finansowy o 4 miliony jenów, które otrzymała od swojego byłego narzeczonego. Pałac ogłosił później, że nadmierne zainteresowanie mediów tą sprawą spowodowało, że Mako zachorowała na zespół stresu pourazowego.
We wrześniu 2021 poinformowano, że ślub odbędzie się w formie prostej ceremonii w urzędzie, z datą ogłoszoną później jako 26 października 2021 roku, trzy dni po jej 30. urodzinach.
Po ślubie straciła tytuł, zgodnie z wymogami prawa dworu cesarskiego. Zrezygnowała z przeznaczanej przez japoński rząd jednorazowej płatności w wysokości około 1,3 mln USD, przekazywanej księżniczkom po opuszczeniu rodziny cesarskiej i przeprowadziła się do Ameryki wraz z mężem, który w 2021 r. ukończył studia prawnicze na Uniwersytecie Fordham i jest zatrudniony w nowojorskiej kancelarii prawnej Lowenstein Sandler LLP.

### Tytuły
23 października 1991 – 26 października 2021: Jej Cesarska Wysokość Księżniczka Mako
26 października 2021 – obecnie: Mako Komuro

## Genealogia
| Księżniczka Mako (Mako Komuro) | Ojciec: Książę Akishino (Fumihito) | Dziadek: Cesarz Akihito                      | Pradziadek: Cesarz Shōwa                         |
| Księżniczka Mako (Mako Komuro) | Ojciec: Książę Akishino (Fumihito) | Dziadek: Cesarz Akihito                      | Prababcia: Cesarzowa Kōjun                       |
| Księżniczka Mako (Mako Komuro) | Ojciec: Książę Akishino (Fumihito) | Babcia: Cesarzowa Michiko                    | Pradziadek: Hidesaburō Shōda (jap. 正田英三郎)   |
| Księżniczka Mako (Mako Komuro) | Ojciec: Książę Akishino (Fumihito) | Babcia: Cesarzowa Michiko                    | Prababcia: Fumiko Shōda (jap. 正田富美子)        |
| Księżniczka Mako (Mako Komuro) | Matka: Księżna Kiko                | Dziadek: Tatsuhiko Kawashima (jap. 川嶋辰彦) | Pradziadek: Kangaehiko Kawashima (jap. 川嶋考彦) |
| Księżniczka Mako (Mako Komuro) | Matka: Księżna Kiko                | Dziadek: Tatsuhiko Kawashima (jap. 川嶋辰彦) | Prababcia: Kiko Kawashima (jap. 川嶋紀子)        |
| Księżniczka Mako (Mako Komuro) | Matka: Księżna Kiko                | Babcia: Kazuyo Kawashima (jap. 川嶋和代)     | Pradziadek: Kasuke Sugimoto (jap. 杉本嘉助)      |
| Księżniczka Mako (Mako Komuro) | Matka: Księżna Kiko                | Babcia: Kazuyo Kawashima (jap. 川嶋和代)     | Prababcia: Eiko Sugimoto (jap. 杉本栄子)         |